# HMS Cornwallis (1901)
Pour les autres navires du même nom, voir HMS Cornwallis.
Le HMS Cornwallis est un cuirassé pré-Dreadnought de classe Duncan de la Royal Navy.

## Histoire
En commission le 9 février 1904, le Cornwallis devra relever le cuirassé Renown dans la Mediterranean Fleet. En Méditerranée, il entre en collision avec le brigantin grec Angelica le 17 septembre 1904, mais n'a aucun dommage sérieux. Il est transféré dans la Channel Fleet en février 1905, puis l'Atlantic Fleet le 14 janvier 1907. Au cours de son service dans l'Atlantic Fleet, il subit un carénage à Gibraltar de janvier à mai 1908, et devient second vaisseau amiral le 25 août 1909.
De retour dans la Mediterranean Fleet, il est basé à Malte. Dans le cadre d'une réorganisation de la flotte le 1er mai 1912, l'escadre de combat de la Mediterranean Fleet devient la 4th Battle Squadron  de la Home Fleet, basé à Gibraltar plutôt qu'à Malte, et le Cornwallis est ainsi une unité de la Home Fleet à Gibraltar. Il a un équipage de noyau dans le 6th Battle Squadron de la Second Fleet en mars 1914.
Lorsque la Première Guerre mondiale commence en août 1914, on prévoit à l'origine que le Cornwallis et les cuirassés Agamemnon, Albemarle, Duncan, Exmouth, Russell et Vengeance se combinent dans le 6th Battle Squadron et servent dans la Channel Fleet, où l'escadre doit patrouiller. Canaliser et couvrir le mouvement du Corps expéditionnaire britannique vers la France. Cependant, il existe également des plans pour que le 6th Battle Squadron soit affecté à la Grand Fleet et, lorsque la guerre commence, le commandant en chef de la Grand Fleet, l'amiral John Jellicoe, demande que le Cornwallis et ses quatre sister-ships survivants (Albemarle, Duncan, Exmouth et Russell) soient affectés au 3rd Battle Squadron de la Grand Fleet pour des tâches de patrouille afin de pallier le manque de croiseurs de la Grand Fleet. Le navire rejoint finalement Scapa Flow le 8 août dans l'organisation du blocus de la flotte allemande.
Le Cornwallis et ses sœurs, ainsi que les cuirassés de la classe King Edward VII, sont temporairement transférés à la Channel Fleet le 2 novembre pour renforcer cette dernière face à l'activité de la marine impériale allemande dans sa région. Le 13 novembre, les navires de la classe King Edward VII retournent dans la Grand Fleet, mais le Cornwallis et le Duncan restent dans la Channel Fleet, où ils reconstituent le 6th Battle Squadron le 14 novembre. L'escadre reçoit une mission de bombardement des bases sous-marines allemandes sur la côte belge, et est basé à l'île de Portland, bien qu'il ait été transféré à Douvres immédiatement le 14 novembre. Cependant, en raison d'un manque de défenses anti-sous-marines à Douvres, l'escadron revient à Portland le 19 novembre. Le 6th Battle Squadron revient à Douvres en décembre. Le Cornwallis est détaché de l'escadre fin décembre et affecté à l'ouest de l'Irlande, où il est basé dans la Clew Bay. Il y reste jusqu'en janvier 1915.
En janvier 1915, le Cornwallis reçoit l'ordre de participer à la bataille des Dardanelles. Il quitte Portland le 24 janvier 1915 et arrive à Ténédos le 13 février. Le Cornwallis est l'un des six cuirassés britanniques et français sélectionnés pour mener la première attaque du détroit le 19 février, sous le contrôle opérationnel du vice-amiral John de Robeck. Le plan opérationnel prévoit que le Cornwallis supprime la batterie côtière ottomane Orkanie. Le 19 février à 9 h 51, le Cornwallis tire les premiers coups de feu de la campagne des Dardanelles, mais son temps en poste est écourté lorsqu'un cabestan défectueux l'empêche de jeter l'ancre. Les Ottomans n'ayant pas riposté, de Roebeck ordonne à ses navires de jeter l'ancre sur place pour améliorer leur précision. Le Cornwallis est donc remplacé par le Vengeance ; il est chargé d'agir comme observateur pour le cuirassé Triumph et le croiseur de bataille Inflexible. Plus tard dans la journée, vers 15 h, les Cornwallis et Vengeance rejoignent le cuirassé français Suffren dans l'attaque de la forteresse de Kumkale à bout portant ; en même temps, il utilise ses canons de 6 pouces pour attaquer la batterie Helles. Environ une heure et demie plus tard, les canons côtiers ottomans visent la flotte anglo-française, le Cornwallis essuie des tirs mais est indemne. À 17 h 20, alors que le soleil se couche, Carden ordonne à la flotte d'interrompre l'attaque et de se retirer.
Une deuxième attaque commence le 25 février. De Roebeck, à bord du Vengeance, mène l'assaut en compagnie du Cornwallis, suivi de l'amiral français Émile Guépratte avec les Suffren et Charlemagne. Ces quatre cuirassés attaquent les défenses à courte distance, tandis que plusieurs autres cuirassés les bombardeent à plus longue distance pour réprimer les équipages des canons ottomans. Les autres navires commencent à bombarder les forteresses ottomanes en fin de matinée, de Roebeck a l'ordre de commencer sa course dans le détroit à 12 h 15. Le Cornwallis suit le Vengeance à une distance de quatre longueurs de câble, les deux navires font leur premier passage dans le détroit avant de faire demi-tour pour laisser à Guépratte une marge de manœuvre. Aucun des deux navires n'est endommagé lors de l'attaque, de Roebeck signale que plusieurs des batteries ottomanes sont vides, alors Guépratte commence sa course. Carden ordonne à un groupe de dragueurs de mines d'entrer dans le détroit et de commencer à enlever les mines navales. Le Cornwallis et la plupart du reste de la flotte sont détachés pour retourner à Ténédos tandis que quelques navires restent en arrière pour couvrir les dragueurs de mines.
Après des préparatifs pour un autre assaut majeur sur les défenses ottomanes, la flotte anglo-française lance une autre attaque le 26 février. Plusieurs navires sont chargés de raids à terre pour détruire directement les canons ottomans, tandis que le Cornwallis et plusieurs autres navires bombardent les forteresses depuis la mer Égée. Les équipes de débarquement détruisent plusieurs canons à Kumkale, "Orkanie" et Sedd el Bahr, mais le travail n'est pas achevé à la fin de l'opération ce jour-là. De Roebeck a l'intention de reprendre l'attaque le lendemain, mais le mauvais temps l'en empêche. Pour la prochaine attaque majeure le 2 mars, le Cornwallis est affecté à la 1re division, la flotte est chargée d'attaquer les forteresses plus haut dans le détroit, en particulier les batteries de Dardanus et d'Erenköy. Le Cornwallis a la mission de supprimer la batterie de six obusiers à Intepe avant de rejoindre l'attaque sur Erenköy. Il neutralise rapidement les canons d'Intepe avant de se tourner vers ceux d'Erenköy, qui sont également rapidement supprimés. Le Cornwallis tire deux obus sur Dardanus avant que de Roebeck ne rappelle ses navires, car les canons ottomans semblent tous avoir été détruits.
Les Britanniques tentent un autre raid le 4 mars. Le Cornwallis est à l'intérieur du détroit pour soutenir directement une équipe de débarquement des Royal Marines du navire de troupes SS Braemar Castle. Il bombarde le fort de Kumkale pendant que les marines débarquent sans opposition, mais rencontrent rapidement une vive résistance ottomane dans le village près du fort. Le Cornwallis et le cuirassé Irresistible tentent de briser les défenses ottomanes, mais le feu ottoman s'avère trop intense et les marines doivent battre en retraite. Les Cornwallis, Agamemnon et le croiseur léger Dublin couvrent leur évacuation vers le Braemar Castle. Une autre attaque suit le lendemain ; Carden envoie le Queen Elizabeth pour bombarder les forteresses intérieures de la côte égéenne de la péninsule de Gallipoli, tandis que les Cornwallis, Irresistible et Canopus sont dans le détroit pour repérer pour le Queen Elizabeth. La mauvaise visibilité et les tirs des canons de campagne ottomans mobiles empêchent le Queen Elizabeth d'infliger de graves dommages, l'attaque est annulée.
Tôt le 10 mars, les Cornwallis, Irresistible et le porte-hydravions Ark Royal rejoignent le Dublin dans le golfe de Saros, où ils doivent reconnaître les défenses ottomanes plus haut dans la péninsule de Gallipoli. Le temps est trop mauvais pour que les hydravions puissent opérer, alors le Cornwallis bombarde Bulair avant de partir pour Ténédos. Affecté à la 2e division lors de l'attaque majeure des forts le 18 mars, il n'est pas présent dans l'attaque qui voit le naufrage de trois cuirassés alliés. Les échecs répétés de détruire les fortifications côtières et de forcer les détroits amènent les commandants britanniques et français à décider qu'un débarquement majeur de forces terrestres serait nécessaire pour sécuriser la péninsule et permettre une attaque directe sur Istanbul.
Pour le débarquement au cap Helles le 25 avril, le Cornwallis est affecté à la 1re escadre, il est chargé de couvrir les sites de débarquement les plus au sud, W Beach et V Beach, ainsi que le cuirassé Implacable et le croiseur cuirassé Euryalus, qui est le navire amiral du contre-amiral Rosslyn Wemyss. Tôt le matin du 25 avril, les trois navires se mettent en position, après avoir pris les hommes des trois premiers bataillons pour débarquer. Après son arrivée à son emplacement de bombardement, le Cornwallis transfère les soldats sur des chalutiers, qui à leur tour les transfèrent sur de petits bateaux pour les transporter à terre jusqu'à la plage V. Wemyss demande au Cornwallis de bombarder les défenses ottomanes jusqu'à ce que les hommes aient débarqué, puis de soutenir le navire de débarquement River Clyde. Le Cornwallis bombarde des hauteurs au-dessus de V Beach alors que les troupes britanniques se battent pour quitter la plage. À 10 h, les troupes britanniques ont sécurisé une tête de pont, alors le Cornwallis part pour soutenir la River Clyde qui s'est échoué sous un feu nourri à Sedd el Bahr, mais à ce moment-là, la décision est prise de s'abstenir de débarquer les hommes bloqués à bord jusqu'à la tombée de la nuit, en raison de la forte résistance ottomane.

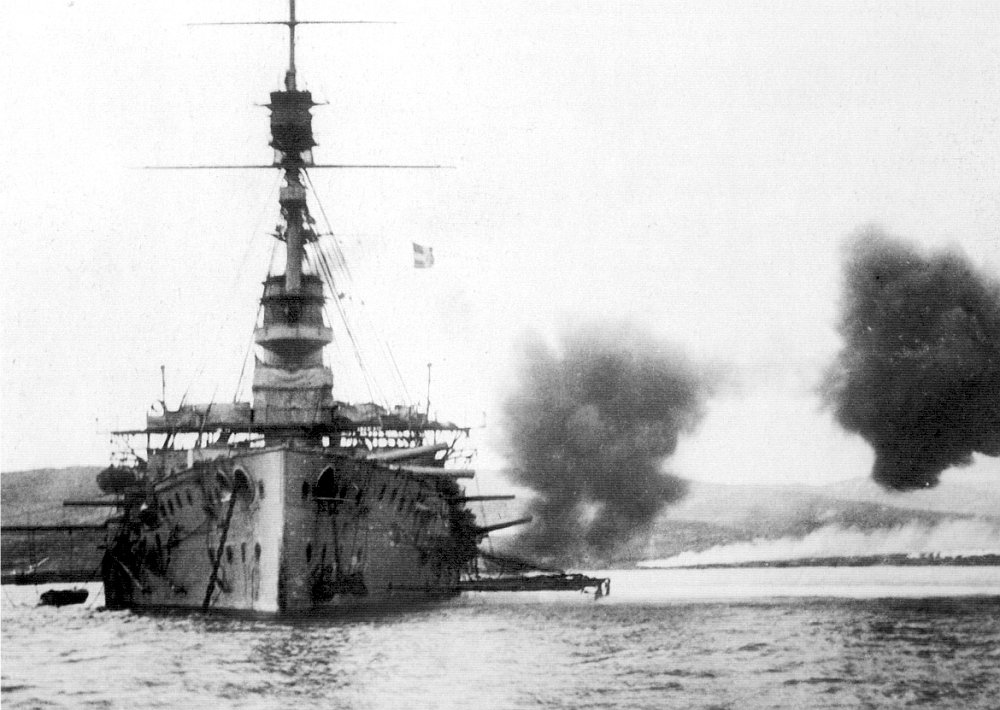
Le Cornwallis tire une bordée lors du retrait de la baie de Suvla en décembre 1915.

Alors que les forces terrestres alliées avancent sur Krithia le 28 avril, le Cornwallis et plusieurs autres cuirassés se rassemblent pour fournir un appui-feu pour l'attaque. Les Ottomans bloquent l'attaque lors de la première bataille de Krithia, malgré le feu nourri de la flotte anglo-française. Au cours du mois suivant, les cuirassés britanniques et français font une rotation à travers les stations au large des têtes de pont pour soutenir les troupes à terre. Le Cornwallis est chargé de protéger le flanc droit de Kereves Dere les 12 et 13 mai en compagnie du cuirassé Goliath. Aux premières heures du 13 mai, le destroyer ottoman Muavenet-i Milliye glisse hors du goulet et coule le Goliath. Le Cornwallis aide à récupérer les survivants. Le Cornwallis est de nouveau en poste, cette fois dans la baie de Suvla, au début de décembre. Il soutient l'évacuation, bien que les Ottomans n'ont fait aucune tentative pour poursuivre les troupes qui se retirent le 18 décembre. Le Cornwallis tire abondamment le 20 décembre pour détruire l'équipement qui n'a pas pu être évacué, dépensant environ cinq cents obus de 12 pouces et six mille obus de 6 pouces. C'est le dernier navire capital à quitter la région de la baie de Suvla.
Une fois l'évacuation de la baie de Suvla terminée, le Cornwallis est transféré à la patrouille du canal de Suez en compagnie du cuirassé Glory et Euryalus qu'il rejoint le 4 janvier 1916. Il opère dans le cadre de cette patrouille et l'East Indies Station jusqu'en mars 1916, y compris le service de convoi dans l'océan Indien. Il retourne en Méditerranée orientale en mars 1916 et subit un carénage à Malte en mai et juin 1916.
Le 9 janvier 1917, le Cornwallis est touché sur son côté tribord par une torpille du sous-marin allemand U-32, commandé par Kurt Hartwig, en Méditerranée orientale, à 60 milles marins à l'est de Malte. Certaines de ses prises de courant sont inondées, il gîte d'environ dix degrés à tribord, mais la contre-inondation corrige la gîte. Il est immobilisé, ce qui en fait une cible facile pour une deuxième attaque du U-32, qui échappe à l'attaque de grenades sous-marines des destroyers d'escorte du Cornwallis. À ce moment-là, les Britanniques commencent les préparatifs pour le prendre en remorque, mais Hartwig lance une autre torpille à longue portée. Environ 75 minutes après le premier coup de torpille, une autre frappe le Cornwallis, également sur le côté tribord, le navire bascule rapidement vers tribord. Quinze hommes meurent dans les explosions de torpilles. Le navire reste à flot assez longtemps pour évacuer. Il coule environ 30 minutes après le deuxième coup de torpille.